# ポデンコ・アンダルース
ポデンコ・アンダルース（英：Podenco Andaluz）とは、スペインのアンダルシア州原産のサイトハウンド犬種である。別名はアンダルシアン・ポデンコ（英：Andalusian Podenco）。

## 歴史
紀元前1000年頃にフェニキア人がアンダルシアに持ち込んだチズムがもとであるといわれている。作業用のサイトハウンドとして作り出された犬種で、ダックスフントのように3つのサイズと3種のコートを持っている。一番小さいスモールサイズのものはウサギやネズミを狩るのに使われ、中型のミディアムサイズのものはウサギやキツネを狩るのに使われ、大型のラージサイズのものはイノシシやシカを狩るのに使われた。3種のコートにもそれぞれ特徴があり、スムースコートは寒さにやや弱く、雨や雪をあまりしのげないが暑さに強く手入れが楽で、ラフコートは耐熱性はやや劣るがある程度の寒さや雨風、雪に耐える事が出来、ロングコートは手入れに手間がかかり暑さに弱いが雨風や雪を完全に防ぎ、防寒性が高い。このようなバリエーションがあるため、FCIには未だに公認されていない。公認の申請を行っていない理由は、ショードッグとしてバリエーションが失われるよりも、このままバリエーションを残して有能な猟犬として使い続けられる事を愛好家が望んでいるからである。これにより3000年近く受け継がれてきたポデンコの犬質は高いままに保たれている。

## 特徴
サイトハウンド犬種のため、マズル・首・脚・胴・尾が長い。立ち耳・サーベル形の垂れ尾で、外見はコートタイプによりやや異なる。スムースコートタイプはなめらかで非常に短い長さの毛を持つもので、ラフコートタイプはぼさぼさしたやや長めの剛毛を持つもので、ロングコートタイプは長くたっぷりとした毛を持つものである。ただし、シャギーコート（むく毛）のものは存在しない。毛色はイエローやクリームなどがある。
サイズ階級はスモール・ミディアム・ラージの3種類がある。スモールは体高が雄35～42cm、雌32～41cmで体重は雌雄共に8kg前後の中型犬。ミディアムは体高が雄43～53cm、雌42～52cmで体重は雌雄共に16kg前後の中型犬。ラージは体高が雄54～64cm、雌53～61cmで体重は雌雄共に27kg前後の大型犬。
性格はプライドが高く、警戒心も強いが愛情深く忠実である。運動量はラージサイズとミディアムサイズのものは多い。

## 参考
- 『日本と世界の愛犬図鑑2007』（辰巳出版）佐草一優監修
- 『デズモンド・モリスの犬種事典』デズモンド・モリス著書、福山英也、大木卓訳 誠文堂新光社、2007年
- 『日本と世界の愛犬図鑑2009』（辰巳出版）藤原尚太郎編･著